# Cristian Cásseres
Cristián Alfonso Cásseres (ur. 29 czerwca 1977 w Caracas) – wenezuelski piłkarz pochodzenia kolumbijskiego występujący na pozycji napastnika.

## Kariera klubowa
Cásseres karierę rozpoczynał w 1995 roku w zespole Estudiantes Mérida. W 1996 roku przeszedł do zespołu ItalChacao. W 1999 roku zdobył z nim mistrzostwo Wenezueli. W ItalChacao był wypożyczany do 3 meksykańskich klubów: Club Atlas, CF La Piedad oraz Bachilleres de Guadalajara. Graczem ItalChacao był przez 7 lat.
W 2003 roku Cásseres odszedł do argentyńskiego Talleres Córdoba z Primera B Nacional. Po roku spędzonym w tym klubie, wrócił do Wenezueli, gdzie podpisał kontrakt z UA Maracaibo. Na początku 2005 roku ponownie został graczem meksykańskiego Club Atlas. W połowie tego samego roku wrócił jednak do Maracaibo. W 2006 roku oraz w 2007 roku wywalczył z nim wicemistrzostwo Wenezueli.
Następnie Cásseres grał Deportivo Italia (występował w nim, gdy ten nosił nazwę ItalChacao) oraz Realu Esppor, a w 2011 roku przeszedł do Deportivo Táchira.

## Kariera reprezentacyjna
W reprezentacji Wenezueli Cásseres zadebiutował w 1999 roku. W tym samym roku znalazł się w drużynie na Copa América. Na tamtym turnieju, zakończonym przez Wenezuelę na fazie grupowej, wystąpił w spotkaniu z Meksykiem (1:3).
W 2001 roku Cásseres ponownie wziął udział w Copa América. Zaliczył na nim 1 mecz: z Kolumbią (0:2). Wenezuela zaś zakończyła puchar na fazie grupowej.
W 2004 roku po raz trzeci został powołany do kadry na Copa América. Nie zagrał jednak na nim w żadnym meczu, a Wenezuela odpadła z turnieju po fazie grupowej.
W latach 1999–2008 w drużynie narodowej Cásseres rozegrał 28 spotkań i zdobył 2 bramki.